# Christoph von Sigwart
Christoph von Sigwart, född den 28 mars 1830 i Tübingen, död där den 4 augusti 1904, var en tysk filosof. Han var son till Heinrich Christoph Wilhelm von Sigwart.
von Sigwart, som 1863–1903 var professor i filosofi i Tübingen, utgick från teologiska och filosofihistoriska studier, men framstod framför allt som logiker. Hans Logik (2 band, 1873–1878; 4:e upplagan 1911) anses som ett klassiskt arbete och utövade länge stort inflytande, särskilt genom den utförliga, kritiska redogörelse, som detta arbete innehåller för de vetenskapliga metoderna . I Vorfragen der Ethik (1886; 2:a upplagan 1907) vänder han sig mot Kants formalism och söker grunda sedlighetens innehåll på en strävan att förverkliga den universella människokulturen. Av betydelse är flera bland hans Kleine Schriften (2 band, 1881; 4:e upplagan 1901).